# Luchthaven Joezjno-Sachalinsk
Luchthaven Joezjno-Sachalinsk (Russisch: Аэропорт Южно-Сахалинск) is een luchthaven in Joezjno-Sachalinsk op het Russische eiland Sachalin. De luchthaven was in 1945 opgericht als een militair vliegveld. Het vliegveld is momenteel de grootste luchthaven van het eiland.